# Гостиный двор (Казань)
Гости́ный двор (тат. Кунай йорты) — бывший торговый комплекс (гостиный двор) в Вахитовском районе Казани, на углу Кремлёвской улицы и площади 1 Мая, напротив Спасской башни Казанского кремля. С советского времени его занимает Национальный музей.

## История
По мнению М. Г. Худякова, во времена Казанского ханства на Воскресенском бугре (современная площадь 1 Мая) располагалась торговая часть (базар или караван-сарай) Казани, в связи с чем овраг, разделявший кремлёвскую и воскресенскую возвышенности, именовался Тезицким (от тезик — бухарский купец, или от таджик, таджир — купец). Он указывал, что после завоевания Казани, «базар остался в ней на прежнем месте, и русские нашли излишним переносить в другой район торговую часть города, специально приспособленную и оборудованную»:272.
Согласно «Книге казанского торгу» 1566 года писцов Микиты Борисова и Дмитрия Кикина и городового таможенника Матвея Тараканова, у Спасской и Воскресенской улиц, напротив Спасской башни Казанского кремля, существовал деревянный «Гостин двор приезжих гостей» с лавками и анбарами, устроенный за счёт государевой казны государевыми плотниками. Там же находилась таможенная изба (с весами). Площадь именовалась Казанским торгом и была коммерческим центром посада, складочным пунктом для товаров поволжских купцов. В конце XVI века «на Казанском торгу» насчитывалось более 365 лавок, около 250 мелких торговых помещений (скамей, полков, шалашей, кузниц и других), торговля в которых шла и зимой, и летом. Позади Гостиного двора, за рыбным рядом стояла церковь Николая Чудотворца, именуемая «Никола Гостин». От неё начиналась Псковская улица, на которой жили псковские переведенцы.
В конце XVI века торговать и жить в Гостином дворе могли только купцы, что оговаривалось в специальной грамоте 1593 года. Во второй половине XVII века Гостиный двор владел монополией в городской торговле. По принятому в 1667 году «Новоторговому уставу» (прежний «Устав» — 1653 года) торговать разрешалось только в Гостином дворе и вокруг него.
В конце XVII века деревянный Гостиный двор был заменён каменным. В «Описании Казани, составленном в 1739 году М. С. Пестриковым» сказано:

…при нём [Гостином дворе] вверху таможня каменная же, внутри Гостиного двора рядов: суконный, мелочный, сибирский, железный; к Гостиному же двору примыкает деревянных рядов: серебряный, крашениной, лентошной, кафтаной, шапошной, сыромятной, мыльной, сапожной, юфтяной, прянишной, масляной, солодовенной, горшечной, женские ряды с бельём, рубашками, чюлками, замошной, ветошной, рукавишной, хлебной, табачная продажа; за городом кузнечной, мясной, рыбной; итого всех каменных и деревянных 27 рядов.

В 1770 году казанский архитектор В. И. Кафтырев перестроил здание Гостиного двора до размера квартала. Количество лавок было увеличено до 777.

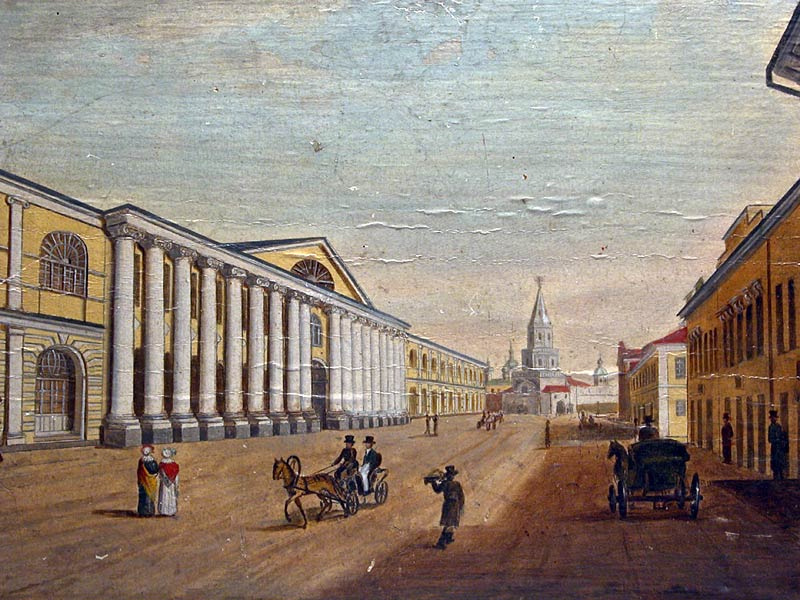
Главный вход в Гостиный двор со стороны Воскресенской улицы в 1820-е.

Во время Крестьянской войны 1773—1775 годов, в Казань в июле 1774 года вошли войска Емельяна Пугачёва. На углу Гостиного двора пугачёвцы установили пушки для обстрела единственной ещё незахваченной части города — Казанского кремля. Согласно некоторым свидетельствам, Е. И. Пугачёв сам стрелял из пушки, установленной у трактира Гостиного двора. Этот эпизод описан А. С. Пушкиным в «Истории Пугачёва». После боёв за Казань, в течение долгого времени здание находилось в запущеном, полуразрушенном состоянии.
Между зданием Гостиного двора и Иоанно-Предтеченским монастырём в XVIII веке существовал тюремный двор (острог при Казанской секретной следственной комиссии), в котором весной 1773 года содержался Е. И. Пугачёв, а в июле 1774 года — его жена Софья Пугачёва с сыном Трофимом и дочерьми Аграфеной и Христиной.
Указом от 8 июня 1782 года было разрешено открывать лавки «по домам». Это означало окончание монополии Гостиного двора в городской торговле.
От пожара, случившегося в 1797 году, здание Гостиного двора сильно пострадало. Поэтому посетивший в следующем году Казань император Павел I приказал его восстановить. Для этого была выделена беспроцентная ссуда на десять лет из губернских доходов в размере 200 тысяч рублей.
25 июня 1800 года по проекту архитектора Ф. Е. Емельянова начались восстановительные работы. Гостиный двор был капитально перестроен. В отличие от прежнего, его новое здание из кирпича не было одноэтажным. Два этажа возведено вдоль Воскресенской улицы, и три — вдоль Малой Проломной улицы, так как она располагалась ниже. Центральный фасад здания, выполненного в стиле классицизм, по Воскресенской улице украшал восемнадцатиколонный портик ионического ордера. Портик завершался фронтоном с полуциркульным окном в тимпане. Со стороны двора по периметру здания располагались торговые лавки, они обрамлялись аркадой открытой галереи. Со стороны Малой Проломной улицы здание было трёхэтажным с подклетным этажом, где размещались складские помещения и лавки. В первом этаже с каждой улицы был сделан проезд во двор. Всего Гостиный двор имел трое ворот и один проход с Толкучего рынка у Гостинодворской церкви. Центральный городской рынок, действовавший до середины XX века рядом с Гостиным двором на Малой Проломной улице (позднее — Профсоюзной), горожанами именовался «Толчок».
3 сентября 1815 года при большом казанском пожаре Гостиный двор вновь горел. Н. П. Загоскин указывал, что ремонт двора обошлся в 16 700 рублей.
24 августа 1842 года случился очередной общегородской пожар, затронувший здание Гостиного двора. Н. П. Загоскин указывал, что на этот раз его восстановление стоило 176 387 рублей. При этой реконструкции, законченной в 1847 году архитекторами Ф. Крампом и И. П. Бессоновым, прежние полуколонны, галереи, рустовка стен и пилястры были устрачены. У нового главного входа появились лепные изображения амуров и картуши.

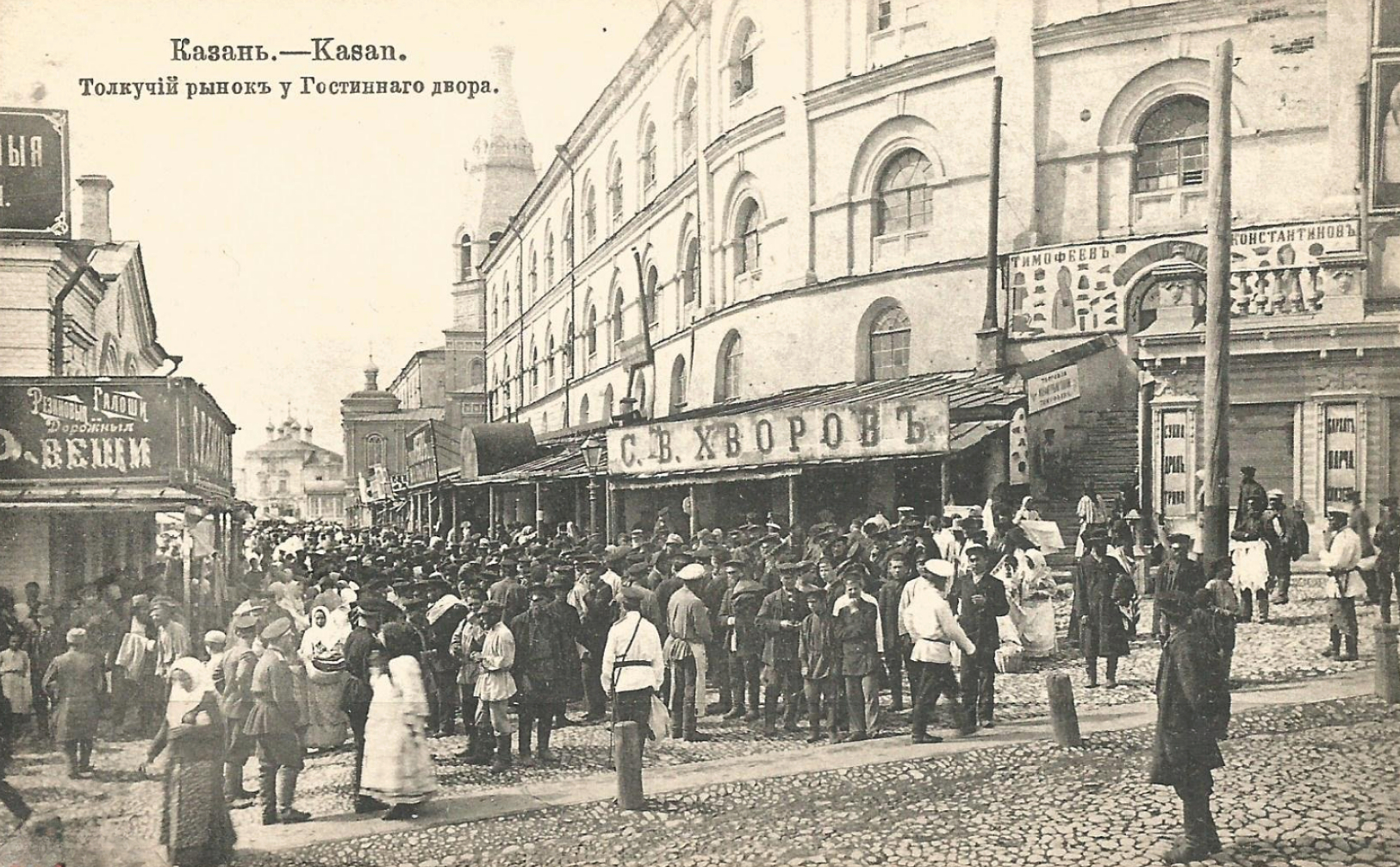
Толкучий рынок у Гостиного двора в начале XX века

При городской реформе 1870 года здание Гостиного двора стало городским имуществом, и торговлей в нём стала заведывать городская управа.
В 1895 году в северо-восточной части здания был устроен Городской музей, а несколько западнее был открыт городской ломбард. Были увеличены окна, над угловым входом появился эклектичный шатёр. Переоборудование этой части здания было выполнено по проекту архитектора И. Колмакова.
В 1939 году (по другим сведениям, в 1929—1935 годах) северо-западная часть здания была надстроена ещё двумя этажами трестом «Казнадстрой» по проекту архитекторов М. Григорьева и П. Сперанского, что сильно изменило его прежний облик. Громоздкое здание получило среди казанцев прозвище «Бегемот».
В советский период в помещениях Гостиного двора располагались различные учреждения (Государственный музей ТАССР, отделы культуры и здравоохранения Казанского горисполкома, Татарский филиал Географического общества СССР, Комбинат народных художественных промыслов, Географический факультет Казанского государственного университета им. В. И. Ульянова-Ленина, Издательство КГУ и другие).
Весной 1954 года обрушилась юго-восточная часть здания Гостиного двора. В этом месте по проекту архитектора А. Бикчентаева был построен пятиэтажный жилой дом с учреждениями и торговыми помещениями на первом этаже (современный адрес: ул. Кремлёвская, 2а). Среди казанцев дом стал известен как «Дворянское гнездо», из-за проживания в нём партийных функционеров и части местной профессуры.

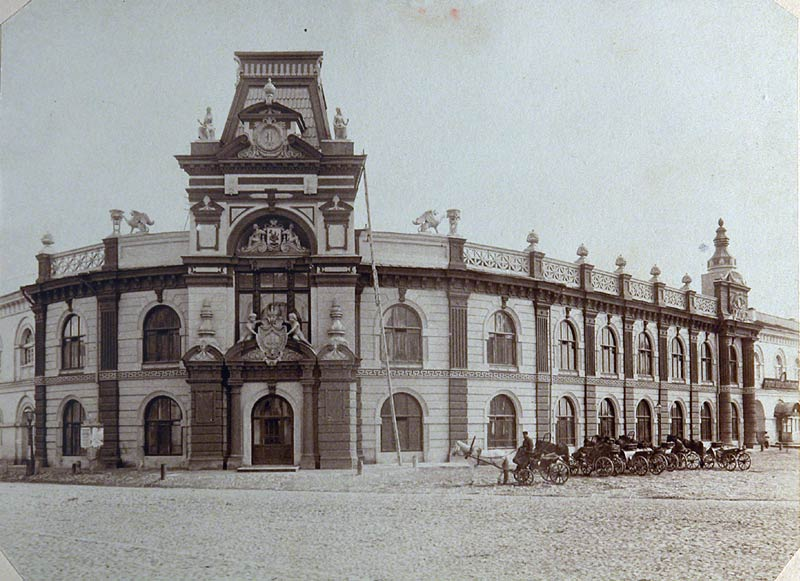
Главный вход в городской музей в начале XX века.

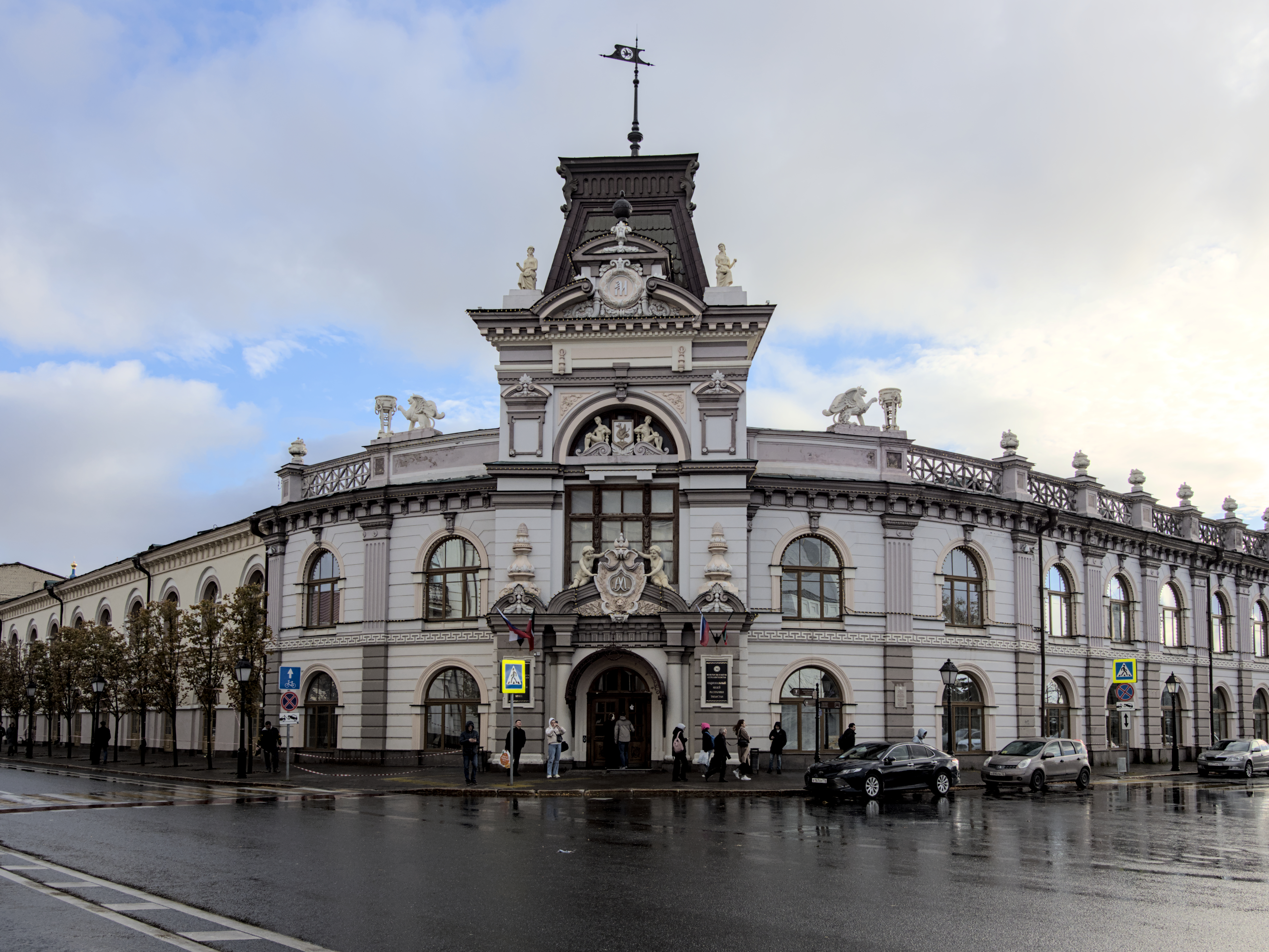
Главный вход в городской музей в 2023 году

В 1970-х годах появились планы возвращения Гостиному двору прежнего облика. Группа специалистов Комбината живописно-оформительского искусства Ленинградского отделения Художественного фонда РСФСР Л. Кожемякин (автор проекта), В. Дерябина (художник) и А. Тугарин (архитектор) приступила в 1980 году к составлению комплексного проекта генерального решения территории республиканского музейного комплекса, составной честью которого стал план реконструкции Гостиного двора. В 1985 году руководитель авторской группы Л. Кожемякин и генеральный директор Государственного объединённого музея ТАССР Л. Валеева доложили общественности о готовности комплексного проекта членам Градостроительного совета Казани, правления Татарской организации Союза архитекторов РСФСР и городской комиссии содействия охране памятников истории и культуры. Проект включал реконструкцию ряда памятников в городе, в том числе Гостинодворской церкви, в которой планировалось открыть музей городского быта.
В ночь с 9 на 10 декабря 1987 года в двух верхних надстроенных этажах Гостиного двора произошёл большой пожар, при тушении которого пострадали экспозиции Государственного объединённого музея ТАССР, расположенного на нижних этажах здания.
После дискуссий специалистов, было принято решение разобрать надстроенные этажи. В 1995 году здание восстановлено в том же внешнем виде, как и при его открытии в 1895 году, по проекту архитектора И. Колмакова. Реставрация выполнена архитектором С. А. Козловой.
Согласно указу Президента России от 20 февраля 1995 года № 176 «Об утверждении Перечня объектов исторического и культурного наследия федерального (общероссийского) значения», здание Гостиного двора признано памятником градостроительства и архитектуры, объектом культурного наследия федерального (общероссийского) значения.
Впоследствии ремонтировались внутренние помещения здания, перешедшие музею. В 2002 году была отремонтирована одна часть здания музея, в 2005 году — вторая, а все остальные площади законсервированы.

## Архитектура

### Гостиный двор

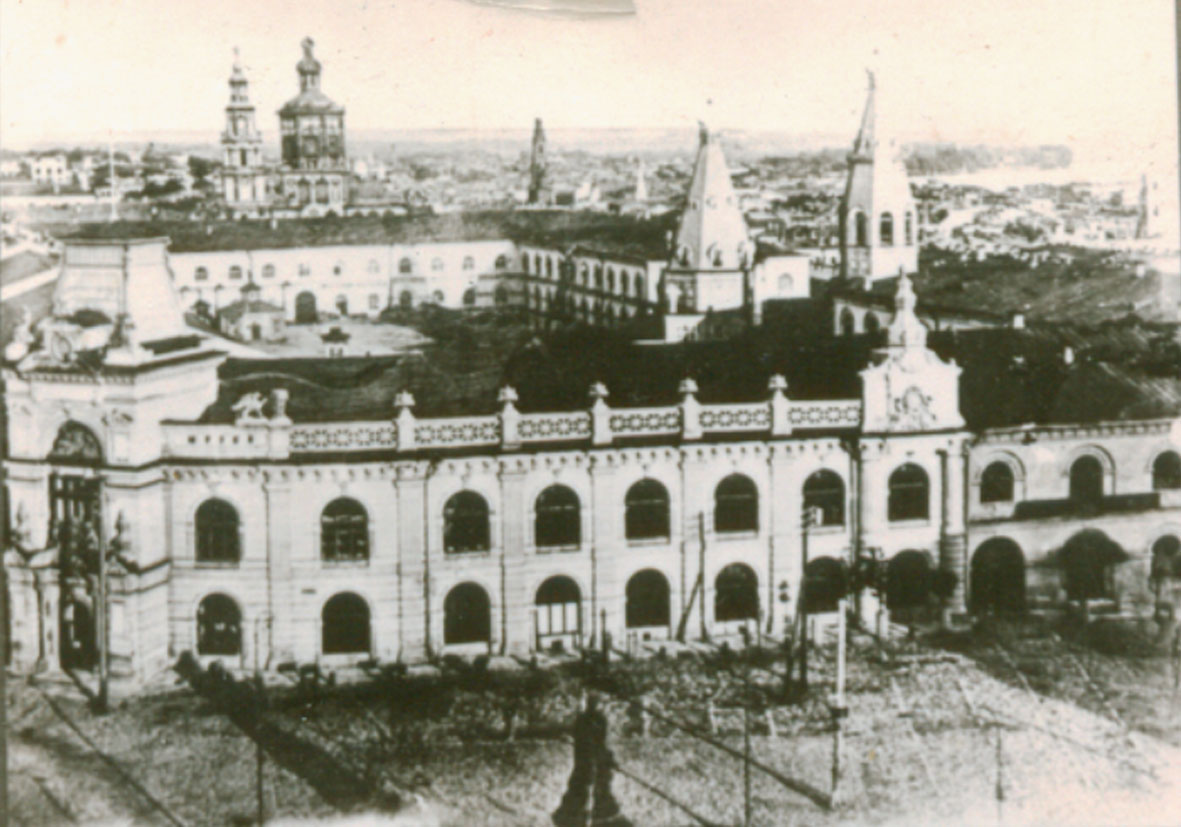
Общий вид Гостиного двора в начале XX века. На переднем плане северо-западная часть здания, позади — Гостинодворская церковь и юго-западная часть здания.

С середины XVI века по 1770-е годы Гостиный двор располагался на чуть меньшей территории. Затем в 1770 году архитектор В. И. Кафтырев увеличил его размеры. С 1770-х до 1950-х годов здание Гостиного двора занимало целый квартал, ограниченный площадью Первого мая (бывшей Ивановской), улицей Ленина (ранее — Воскресенской, ныне — Кремлёвской), улицей Чернышевского (бывшей Гостинодворской) и Профсоюзной улицей (бывшей Малой Проломной). Оно имело в плане почти замкнутый застроенный по периметру прямоугольник с пилястровыми полуротондами по углам.
В 1950-е годы из-за аварийного состояния пришлось разобрать юго-восточную часть здания, разделив Гостиный двор на два корпуса (северный и южный).

#### Северный корпус
Северный корпус приобрёл современный вид недавно. Двухэтажное кирпичное здание в стиле классицизма строилось в 1800 году по проекту Ф. Е. Емельянова. Капитальная перестройка завершена в 1847 году архитектором И. П. Бессоновым, убравшим центральную колоннаду, заделав кирпичной кладкой со стороны двора открытую галерею. Приспособление здания для музея в 1890-е годы по проекту Колмакова включало перепланировку внутренних помещений и основательное изменение фасада. Надстроенные в советское время этажи разобраны. Внешнему облику северного корпуса, в целом, в 1990-е годы возвращён облик начала XX века.
Конструкция здания представляет систему сводчатых перекрытий, отличающейся целесообразностью и инженерной логикой. Торговые помещения перекрыты цилиндрическими сводами, а галереи в каждом звене имеют пологие крестовые своды, которые подпружными арками включаются в торговые помещения и создают интересное оформление интерьера.
Большую часть северного корпуса Гостиного двора сейчас занимает Национальный музей Республики Татарстан.

#### Южный корпус
Сохранившаяся часть здания по Профсоюзной улице — южный корпус — перестроена незначительно, является ценным памятником архитектуры эпохи классицизма. Она характеризуется массивными сводчатыми междуэтажными перекрытиями, ритмом арочных окон, размещённых в нишах, и пилястровых простенков.
Согласно Постановлению Кабинета Министров Татарстана от 21 декабря 2011 года, южный корпус Гостиного двора территориально отнесён к объекту культурного наследия «Гостинодворская церковь».

### Гостинодворская церковь
Как и во многих других гостиных дворах России, за лавками с XVI века стояла церковь, посвящённая Николаю Чудотворцу — покровителю купечества. В 1797 году приход Гостинодворской церкви был упразднён, а сама церковь приписана к Петропавловскому собору. Епархия не раз поднимала вопрос о сносе обветшавшего храма. В 1864-70 гг. старое шатровое здание (предположительно восходящее к XVI веку) было разобрано и на его месте построено новое, сохранившееся в искажённом виде до XXI века. В 2017 г. здание храма, где в советское время размещался архив, было передано в распоряжение Русской православной церкви.
Приходским священником Гостинодворской церкви Николая Чудотворца в конце XVI века был Ермолай (Ермоген) — будущий Патриарх Московский, священномученик Гермоген. Именно в этот период (по словам самого Гермогена, когда он был «… в чину поповстве Святого Николы иже зовется Гостин»), в 1579 году была обретена чудотворная икона Казанской Божьей Матери.